# Asch-Schamicha
asch-Schamicha (auch Al-Shamikha; arabisch الشامخة, DMG aš-Šāmiḫa; Die majestätische Frau) ist das Online-Frauenmagazin des islamistischen Terrornetzwerkes Al-Qaida. Es erschien erstmals im Frühjahr 2011.
Nach eigener Aussage ist es eine islamisch-dschihadistische Frauenzeitschrift. Die Themenbandbreite des Online-Magazins reicht von Belehrungen über die Scharia, das Tragen von Schleier oder Burka bis zur Propagierung des Märtyrertods durch Selbstmordattentäterinnen. Die Aufmachung der Propagandazeitschrift orientiert sich an westlichen Hochglanzmodemagazinen.